# امبوهیباری، انتسیراب
امبوهیباری، انتسیراب (به لاتین: Ambohibary, Antsirabe II) یک سکونتگاه مسکونی در ماداگاسکار است که در واکینانکاراترا واقع شده‌است.

## خصوصیات
امبوهیباری ۵۲٬۰۰۰ نفر جمعیت دارد و ۱٬۶۵۷ متر بالاتر از سطح دریا واقع شده‌است.